# Rio del Mar
Rio del Mar is een plaats (census-designated place) in de Amerikaanse staat Californië, en valt bestuurlijk gezien onder Santa Cruz County.

## Demografie
Bij de volkstelling in 2000 werd het aantal inwoners vastgesteld op 9198.

## Geografie
Volgens het United States Census Bureau beslaat de plaats een oppervlakte van
11,9 km², waarvan 7,7 km² land en 4,2 km² water.

## Plaatsen in de nabije omgeving
De onderstaande figuur toont nabijgelegen plaatsen in een straal van 8 km rond Rio del Mar.